# Tritoniopsis unguicularis
Tritoniopsis unguicularis är en irisväxtart som först beskrevs av Jean-Baptiste de Lamarck, och fick sitt nu gällande namn av Gwendoline Joyce Lewis. Tritoniopsis unguicularis ingår i släktet Tritoniopsis och familjen irisväxter. Inga underarter finns listade i Catalogue of Life.

## Bildgalleri

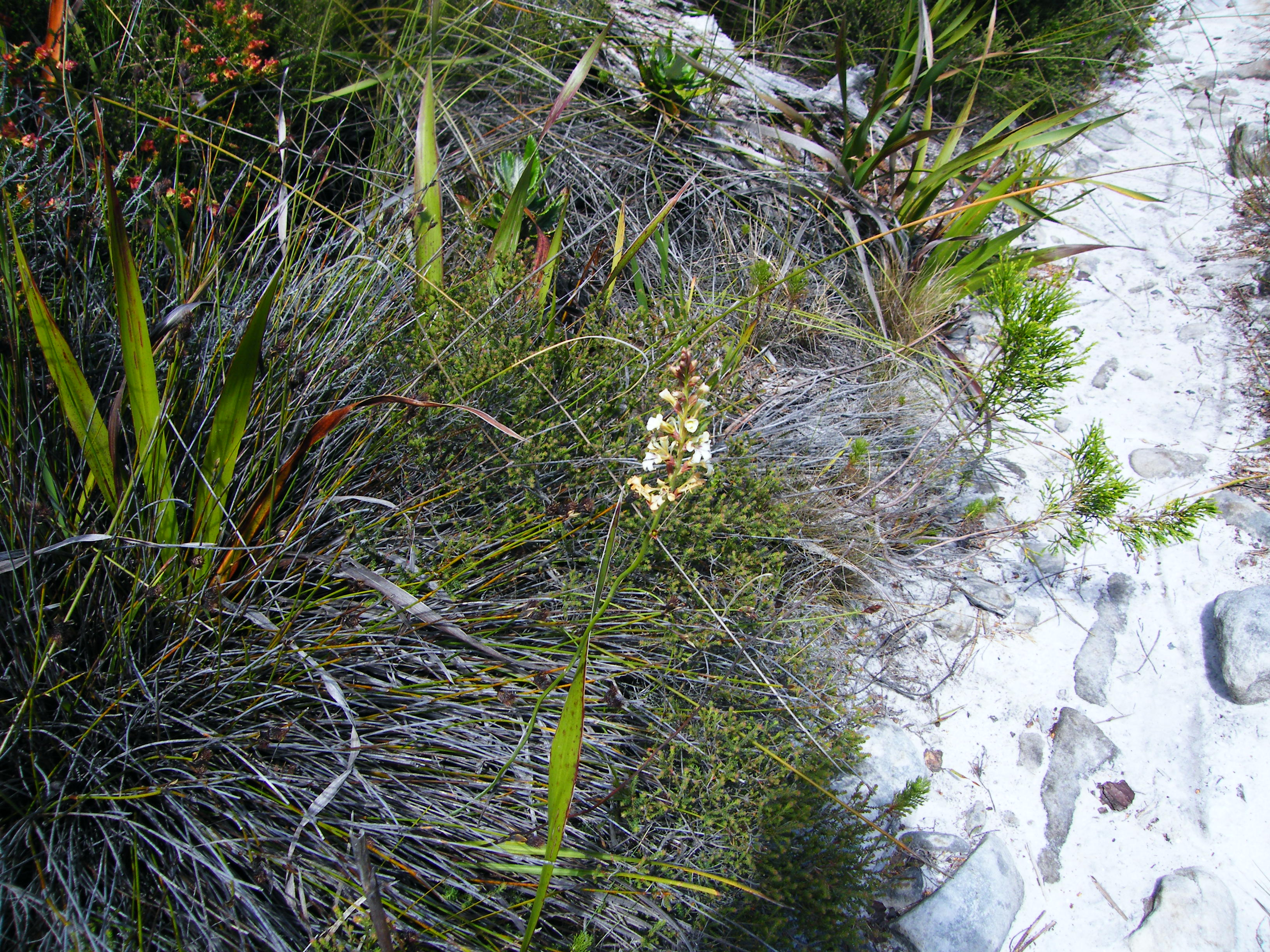
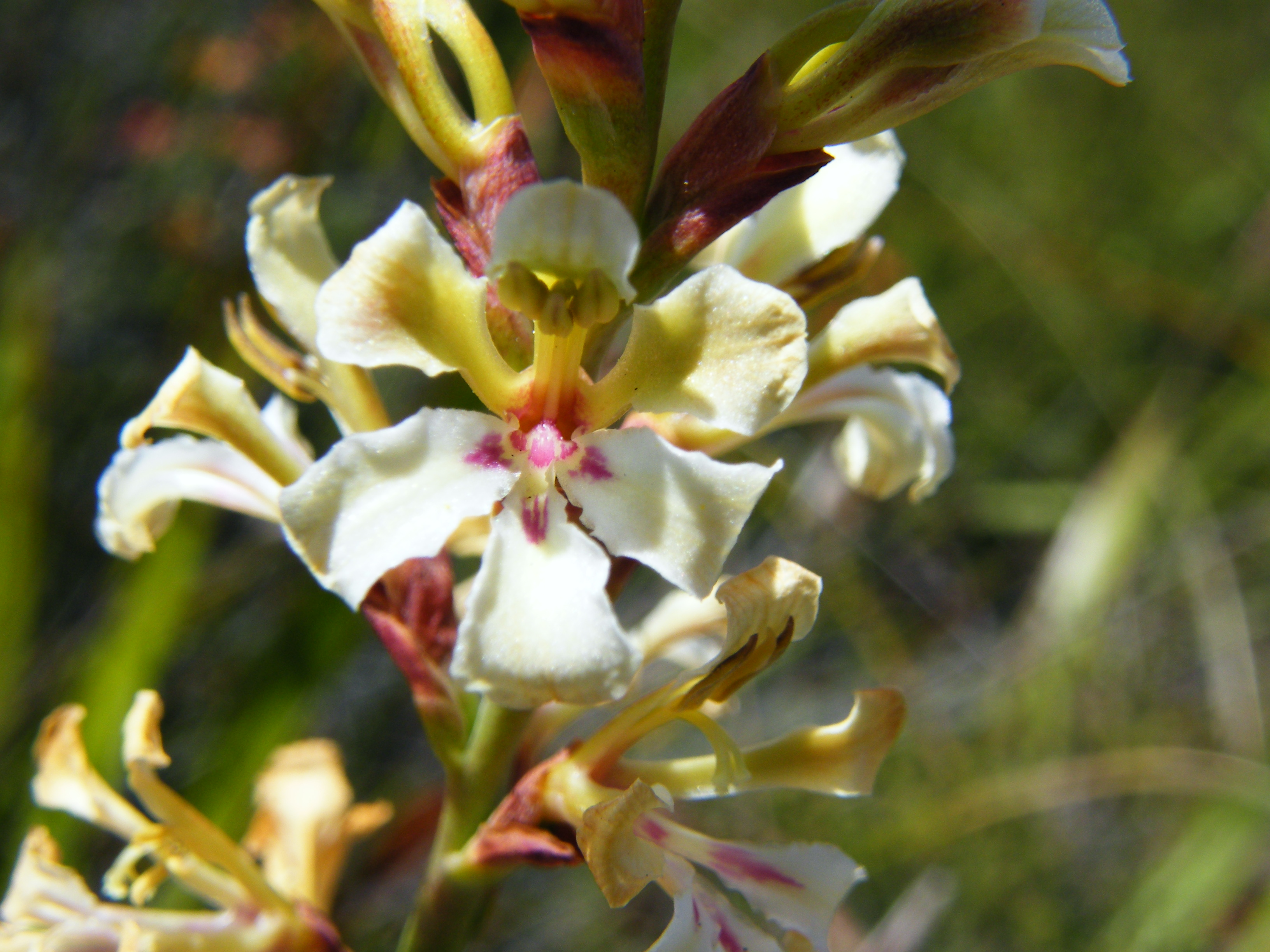
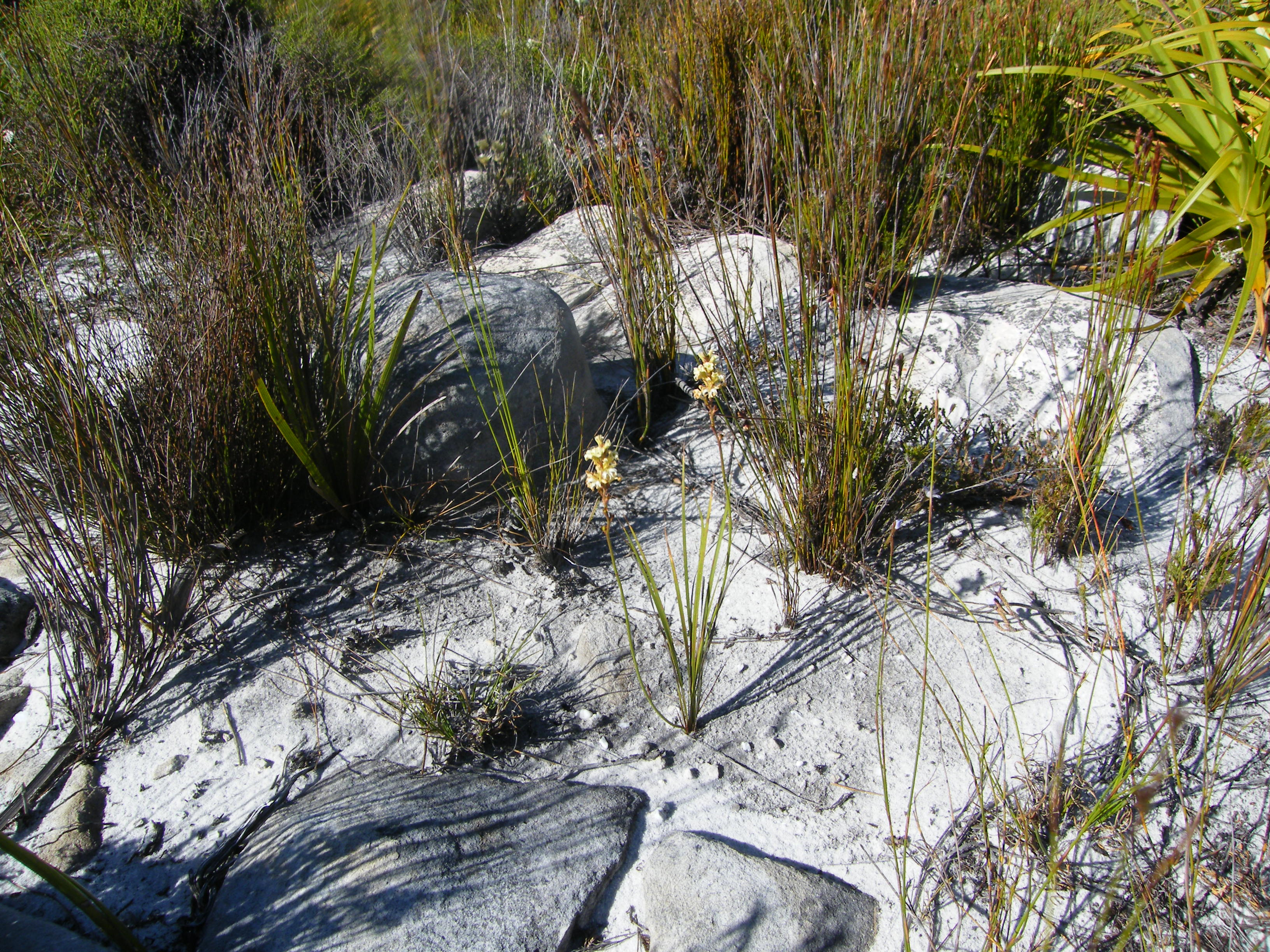